# مزرعة غلام حسين (خومة)
مزرعة غلام حسین (بالإنجليزية: Mazraeh Gholam Hoseyn)‏ هي منطقة سكنية تقع في إيران في قسم خومة الریفي. يقدر عدد سكانها بـ 68 نسمة .